# Raon-sur-Plaine
Raon-sur-Plaine é uma comuna francesa na região administrativa de Grande Leste, no departamento de Vosges. Estende-se por uma área de 3,54 km². Em 2010 a comuna tinha 147 habitantes (densidade: 41,5 hab./km²).